# Tai Situ Changchub Gyaltsen
Tai Situ Changchub Gyaltsen (tibétain : ཏའི་སི་ཏུ་བྱང་ཆུབ་རྒྱལ་མཚན, Wylie : ta'i si tu byang chub rgyal mtshan, THL : té situ changchub gyaltsen, chinois traditionnel : 大司徒絳曲堅贊 ; pinyin : dà sītú jiàngqǔ jiānzàn), parfois appelé plus simplement Changchub Gyaltsen, né en 1302 et décédé le 21 novembre 1364), ayant reçu le titre de taï situ (du chinois, 大司徒 (grand chancelier, grand ministre, grand précepteur)), est un personnage clé de l'histoire du Tibet. Il est le fondateur de la dynastie Phagmodrupa et a gouverné le Tibet central de 1354 à 1364 (ou 1374).

## Histoire
En 1264, Chögyal Phagpa, un Sakyapa, avait été investi de la suprématie administrative sur les trois provinces du Tibet par le khagan et fondateur de la dynastie Yuan mongole de Chine, Kubilai Khan.
Au début des années 1300, Changchub Gyaltsen devient le chef de la myriarchie Phagmodru. Le dernier empereur de la dynastie Yuan, Toghan Temur lui confère le titre de taï situ, un titre honorifique équivalent de premier ministre. 
Tai Situ Changchub Gyaltsen, Phagmodru Tripon (administrateur héréditaire), renverse les Sakya, lors d'une bataille qu'il gagne en 1354. Il devient ainsi gouverneur de l'ensemble de l'Ü-Tsang, avant que la dynastie Ming ne s'établisse en Chine en 1368. L'école Sakya perd son influence au profit de l'école Phagmo Drupa sous son pouvoir. Les nouveaux maîtres du Tibet entretiennent tout de même des rapports substantiels avec les Kadampa et les Sakyapa.
Lui-même, puis ses successeurs, ont ainsi gouverné le Tibet pendant plus environ 80 ans avant d'être remplacés par les Rinpungpa en 1435.
Changchub Gyaltsen portait l'envie de faire renaître la gloire de l'empire Tibétain (629 – 877) tel que fondé par Songtsen Gampo, et d’affirmer l'indépendance du Tibet par rapport à la dynastie sino-mongole des Yuan
Il a pris le titre tibétain de Desi et a réorganisé les treize myriarchies (thikor chusum) datant des Mongols en créant les dzong,.
Il a également aboli la loi mongole et a rétabli l'ancien code légal tibétain et a fait de même pour la tenue vestimentaire officielle, abandonnant la tenue mongole pour la tenue traditionnelle tibétaine,. Mais il a évité de s'opposer aux Yuan jusqu'à sa chute en 1368, et a ensuite été reconnu par ces derniers durant cette période[citation nécessaire].
Tai Situ Changchub Gyaltsen est mort en 1364 ; c'est son neveu Jamyang Shakya Gyaltsen (1340-1373), moine également, qui lui a succédé.
Le règne de la lignée Phagmodrupa s'est poursuivi jusqu'en 1435.
De 1435 à 1481, le pouvoir des Phagmodrupa a décliné, avec l'ascension des Rinpungpa, qui soutenaient la branche bouddhiste Karma-kagyu, une branche rivale de Gelugpa. Ils furent suivis de trois rois Tsangpa qui ont régné de 1566 à 1641, jusqu'à ce que Lobsang Gyatso, le 5e Dalai Lama, (1617-1682), avec l'appui de Güshi Khan (1582-1655), un chef Mongol de Kokonor, prenne le contrôle du Tibet.

### Sources
- (en) Georges Dreyfus, « Cherished memories, cherished communities: proto-nationalism in Tibet », dans The History of Tibet, vol. 2, The Medieval Period: c. AD 850–1895, the Development of Buddhist Paramountcy, New York, Routledge, 2003
- (en) Dawa Norbu, China's Tibet Policy, RoutledgeCurzon, 2001
- (en) Shakapa, Tsepon W.D., « The rise of Changchub Gyaltsen and the Phagmo Drupa Period », Bulletin of Tibetology, Gangtok, Namgyal Institute of Tibetology,‎ 1981 (lire en ligne)
- Shakapa, Tsepon W.D. (1967) Tibet: A Political History, Yale University Press, New Haven and London.
- (en) Leonard W. J. Van Der Kuijp, « Fourteenth century Tibetan cultural history 1: Ta'i-si-tu Byang-chub rgyal-mtshan as a man of religion », Indo-Iranian Journal, Kluwer Academic Publishers, vol. 37, no 2,‎ avril 1994, p. 139–149 (ISSN 0019-7246, DOI 10.1007/BF00891264)
- Kuijp, L.W.J. van der (2003) 'On the life and political career of Ta'i-si-tu byang-chub rgyal-mtshan (1302–1364)', in The History of Tibet: Volume 2, The Medieval Period: c. 850–1895, the Development of Buddhist Paramountcy (New York: Routledge).
- Victor Chan, Tibet. Le guide du pèlerin, Éditions Olizane, 1998, 1211 p. (ISBN 2880862175, lire en ligne)
- Alice Travers, « Chronologie de l'histoire du Tibet », Outre-Terre, vol. 1, no 21,‎ 2009, p. 109-128 (lire en ligne)